# Раковице (Краков)

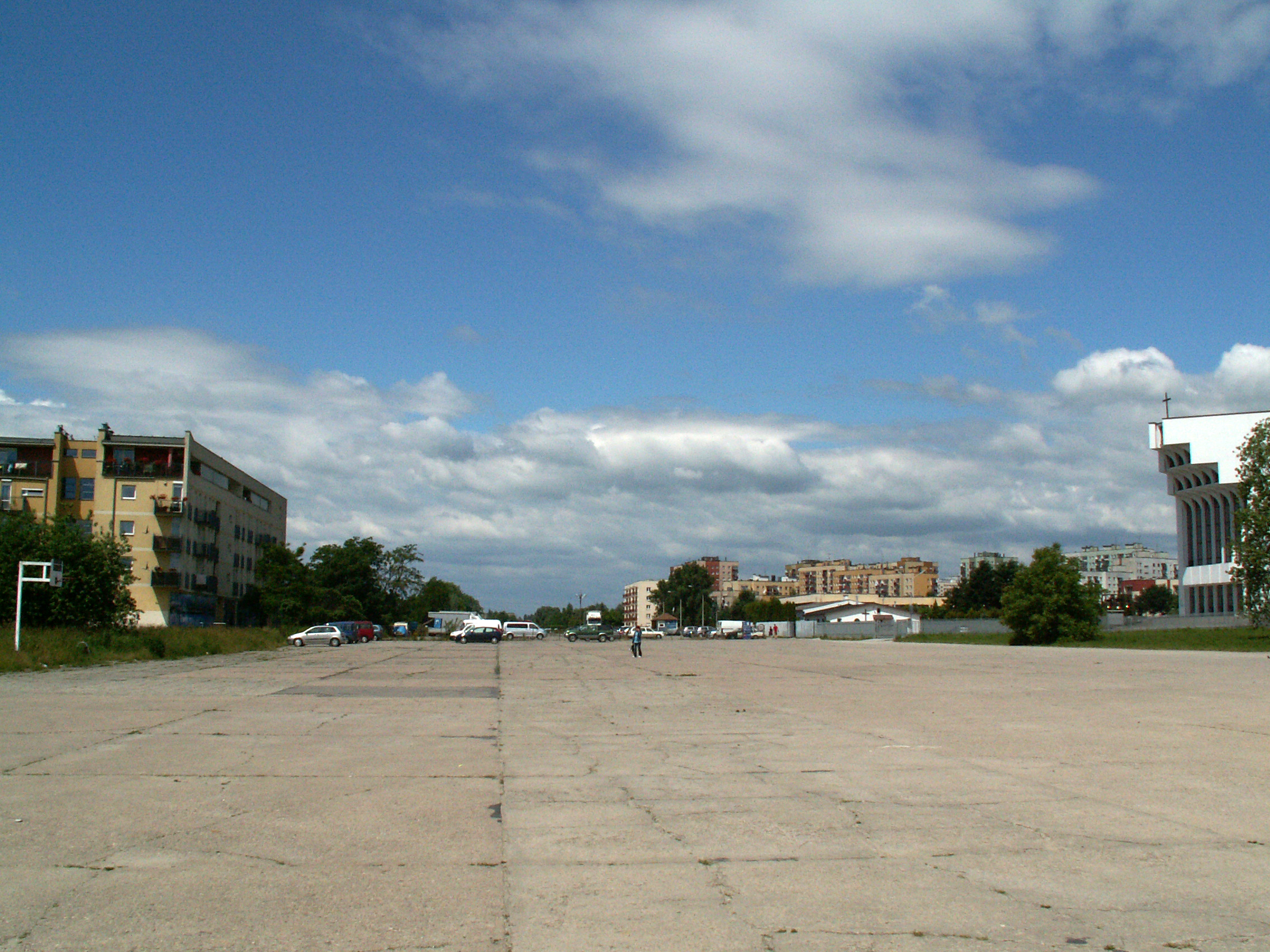
Застроенная взлётно-посадочная полоса бывшего аэродрома

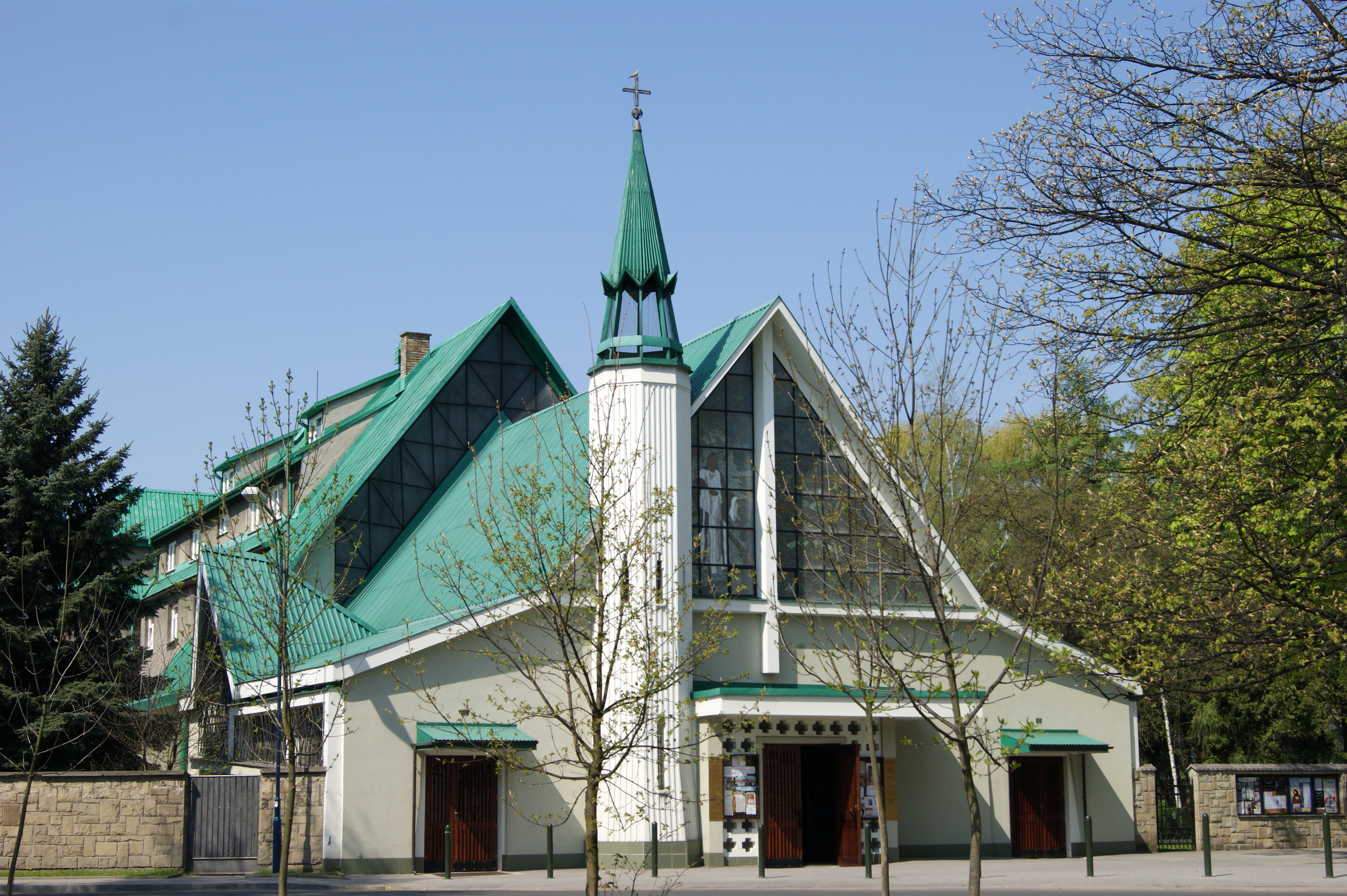
Церковь Святейшего Имени Девы Марии, район Раковице, Краков

Ракови́це (пол.  Rakowice) — исторический район в Кракове, Польша. Входит в административные районы Дзельница III Прондник-Червоны и Дзельница XIV Чижины. В настоящее время район сильно застроен жилыми домами с небольшим количеством зелёных насаждений. Район Раковице часто путают с окрестностями Раковицкого кладбища и улицей Раковицкой.

## История
Первые сведения о деревне Раковице относятся к 1244 году. С XIII века до конца Первой Республики (1795 год) Раковице принадлежала польскому королю. В начале XX века на территории бывшей фермы был организован монастырь пиаристов, которые открыли в ней образовательное учреждение для мальчиков (сегодня — церковь Святейшего Имени Девы Марии и школа имени Ц. Конарского). С 1912 по 1918 год в Раковице действовал аэропорт «Краков», который в довоенное время был одним из крупнейших аэропортов Польши. До Второй мировой войны Раковице стали усиленно застраиваться. Урбанизация района продолжалось и после войны.
В 1941 году Раковице было присоединено к Кракову.

## Достопримечательности
- Церковь Святейшего Имени Девы Марии;
- Музей польской авиации располагается на территории бывшего аэропорта «Краков».

## Источник
- Encyklopedia Krakowa red. Antoni Henryk Stachowski, PWN 2000, ISBN 83-01-13325-2